# Selección estabilizadora

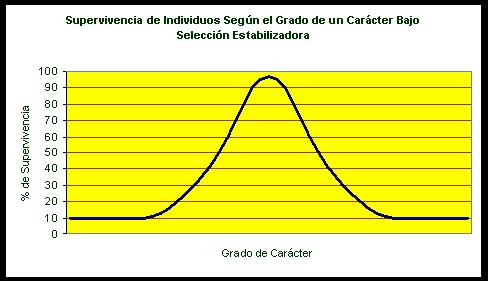
Gráfica que muestra el porcentaje de supervivencia de los individuos de una población bajo selección estabilizadora.

La selección estabilizadora, también llamada selección negativa, selección purificadora o selección normalizadora, es un tipo de selección natural en el que la diversidad genética decae según un valor particular de carácter. Puesto de otra manera, los extremos de una característica son seleccionados en contra, por lo que los organismos con características del rango "promedio" son los que más sobreviven. Este es probablemente el mecanismo de acción más común de la selección natural.
Un ejemplo clásico de esto es el peso prenatal humano. Los bebés de bajo peso pierden calor de manera más rápida y son más sensibles a las enfermedades por infección, mas los bebés de alto peso son más difíciles de parir por la pelvis. Así se demuestra que el peso óptimo (el que da una mayor probabilidad de supervivencia) es una medida que se encuentra en un rango medio, ni extremadamente alto, ni extremadamente bajo.
La selección estabilizadora no opera la mayoría de las veces en la mayoría de las poblaciones. Este tipo de selección actúa para prevenir la divergencia de forma y función. De esta manera, la anatomía de algunos organismos, como los tiburones y helechos, ha permanecido sin cambios por millones de años.
La selección estabilizadora puede ser detectada a veces midiendo la idoneidad del rango de diferentes fenotipos por medio de varias medidas directas, pero también puede ser detectada con una gran variedad de pruebas de data de secuencias moleculares, cambios en distribución de frecuencia alélica y la prueba McDonald-Kreitman.